# Sopubia simplex
Sopubia simplex är en snyltrotsväxtart som först beskrevs av Ferdinand von Hochstetter, och fick sitt nu gällande namn av Ferdinand von Hochstetter. Sopubia simplex ingår i släktet Sopubia och familjen snyltrotsväxter. Inga underarter finns listade i Catalogue of Life.